# Městská knihovna Nová Paka
Městská knihovna Nová Paka je veřejná knihovna ve městě Nová Paka. Knihovna nabízí beletrii pro děti i dospělé, naučnou literaturu, časopisy, zvukové knihy, stolní hry a veřejný přístup k internetu. V knihovně se pořádají různé akce a také organizuje virtuální univerzitu třetího věku, kterou zaštiťuje Provozně ekonomická fakulta ČZU v Praze.

## Historie
V devatenáctém století působily v Nové Pace čtyři knihovny, a to Knihovna divadelní, Školní knihovna, Knihovna učitelská a především Měšťanská knihovna Novopacká, jež byla obdobou dnešní Městské knihovny. Měšťanská knihovna byla založena v roce 1846 přičiněním tehdejšího kaplana Jana Nešpora. Knihy byly nakoupeny z peněz vybraných při sbírce započaté právě tímto kaplanem. Každý, kdo přispěl ke vzniku knihovny alespoň pěti zlatými, si mohl bezplatně půjčovat knihy.
V roce 1870, jak dokládá dobový časopis Světozor, knihovna čítala 353 svazků beletristických, 91 knih vědeckých a 46 svazků z "Dědictví Svatojánského". V roce 1905 byla knihovna převzata pod správu města a nazvána "Občanská knihovna městská".

## Současnost
Knihovna nabízí desetitisíce svazků v hlavním oddělení v centru města a na pobočce na sídlišti Studénka v Nové Pace. Také je možno využít veřejný internet, používat místní počítače s internetem, vypůjčit si knihy, časopisy i společenské hry. Knihovna má na svých stránkách také možnost virtuální prohlídky jak knihovny, tak i pobočky na sídlišti.

## Akce
- pasování čtenářů, klíčování
- knihovnické lekce pro děti a mládež
- výstavy
- virtuální univerzita třetího věku (VU3V)
- procházky s komiksem o Nové Pace